# Chimarra locolo
Chimarra locolo là một loài Trichoptera trong họ Philopotamidae. Chúng phân bố ở miền Australasia.